# 福田郁雄
福田 郁雄（ふくた いくお、1959年 - ）は、財産戦略コンサルタント、相続対策コンサルタント。
ファイナンシャル・プランナー、公認不動産コンサルティングマスター、相続対策専門士であり、相続アドバイザー養成講座認定会員。
東京都中央区に本社を置く株式会社福田財産コンサル代表取締役として、独自の理論に基づく統計資料を使い、相続対策、不動産投資の戦略コンサルティングを行っている。また、上記の技能試験のアドバイザー、講座統括講師も務める。

## 略歴
1959年生まれ。国立大学卒業後、ミサワホームに入社。定期借地権事業、資産活用事業を創設。
2004年6月、株式会社福田財産コンサルを設立し、代表取締役就任。
2010年2月から、2013年8月まで『月刊不動産フォーラム21』に「実践 事例で考える 不動産コンサルティングの進め方」を連載。
2016年10月、『不動産バブル崩壊！その時こそがチャンス!! 5%の"勝ち組"投資術』を上梓し、タワーマンション投資に警鐘をならす。

## 著作
- 『事例から学ぶ　安全・安心の相続と資産運用』（2005年3月、住宅新報社）
- 『混迷の不動産市場を乗り切る　優良資産への組み換え術（2009年1月31日、新報社宅、ISBN 978-4789229265）
- 『「稼げる」不動産コンサルタントになる方法』（2010年10月19日、すばる舎、ISBN 978-4883999408）
- 『相続資産の上手な増やし方』）（2012年8月25日、週刊住宅新聞社、ISBN 978-4784826926）
- 『カリスマ不動産コンサルタントから学ぶ　資産を守り増やすための12の実践哲学』（2015年6月3日、住宅新報社、ISBN 978-4789237307）
- 『余命一ヵ月の相続税対策』（木村祐司との共著。2015年9月17日、幻冬舎、ISBN 978-4344973091）
- 『不動産バブル崩壊！その時こそがチャンス!! 5%の"勝ち組"投資術』（2016年10月26日、集英社、ISBN 978-4087860757）
- 『ビリオネアの東京不動産投資』（現代書林）

## 主な出演番組

### テレビ
- 『NIKKEI ×BS　LIVE』「最高の人生の終え方　第2弾」（2012年10月2日、BSジャパン）

### ラジオ
- 『ふくちゃん・りなの不動産投資学校』（2007年4月-9月、ラジオ日本）